# Dyacopterus spadiceus
Dyacopterus spadiceus är en däggdjursart som först beskrevs av Thomas 1890.  Dyacopterus spadiceus ingår i släktet Dyacopterus och familjen flyghundar. IUCN kategoriserar arten globalt som nära hotad. Inga underarter finns listade. Två populationer som tidigare räknades till denna art godkänns numera som självständiga arter, Dyacopterus brooksi och Dyacopterus rickarti.

## Utseende
Denna flyghund når en kroppslängd (huvud och bål) av 11 till 15 cm och en svanslängd av 1,3 till 1,8 cm. Underarmarnas längd som bestämmer djurets vingspann är 7,6 till 9,2 cm. Vikten varierar mellan 70 och 100 gram. Pälsen har på ryggen en brun färg och buken är vitaktig. Vid axlarna finns gulaktig päls och ansiktet är grått till svartaktigt.

## Utbredning och habitat
Dyacopterus spadiceus lever på södra Malackahalvön, Sumatra, Borneo och Filippinerna. Den vistas i olika slags skogar i låglandet och i bergstrakter.

## Ekologi
Individerna bildar mindre flockar. De är liksom andra fladdermöss aktiva på natten. Som viloplats används trädens håligheter, grottor och blad av ormbunkar. Dyacopterus spadiceus äter frukter och ibland blad. Några upphittade hannar hade körtlar som producerade mjölk liksom honornas spenar (jämför galaktorré). Det är omstritt om mjölken används för att dia ungar. Honor föder en eller två ungar per kull.